# M1918 (шолом, Швейцарія)

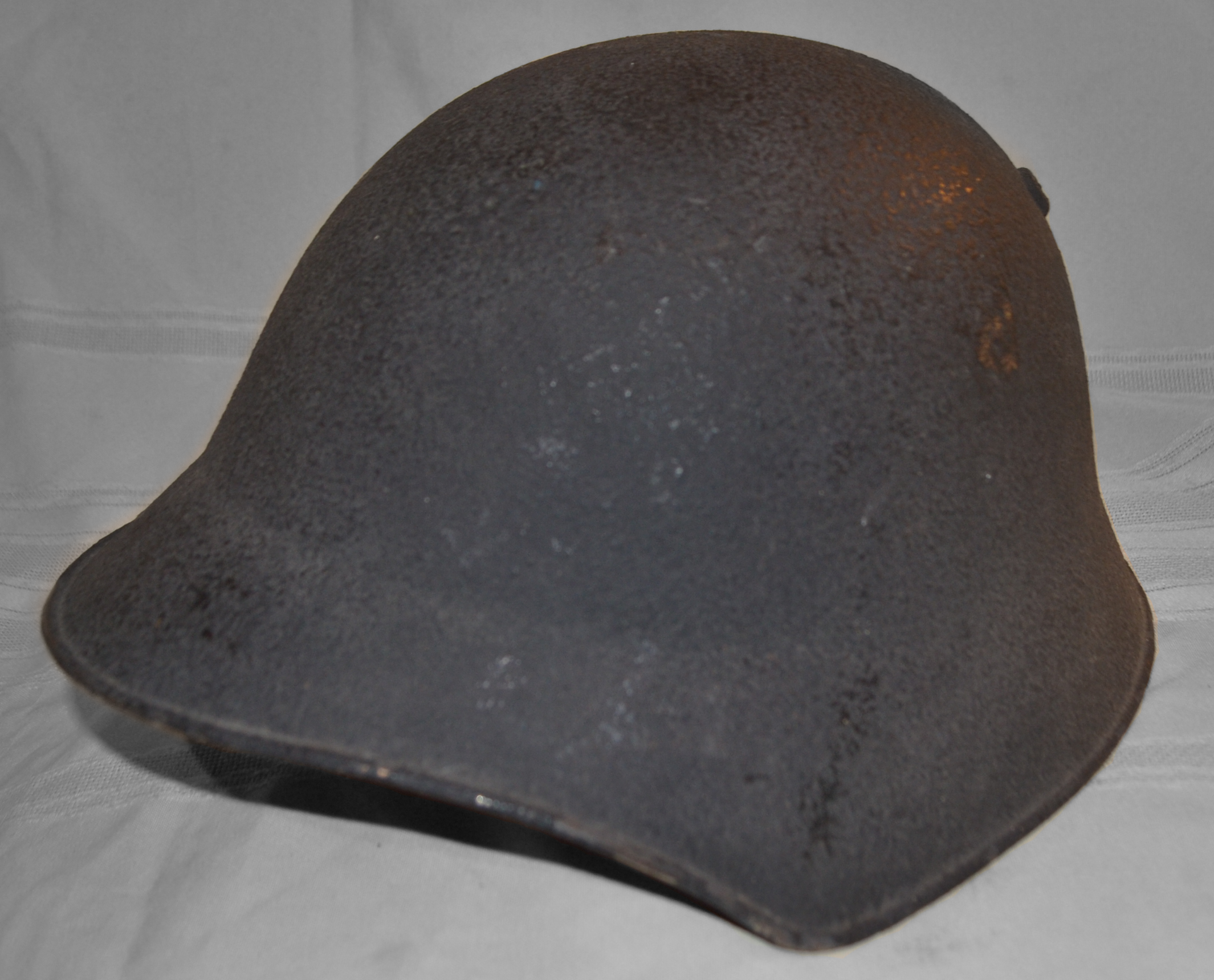
Шолом M18/40 з матовим фактурним покриттям.

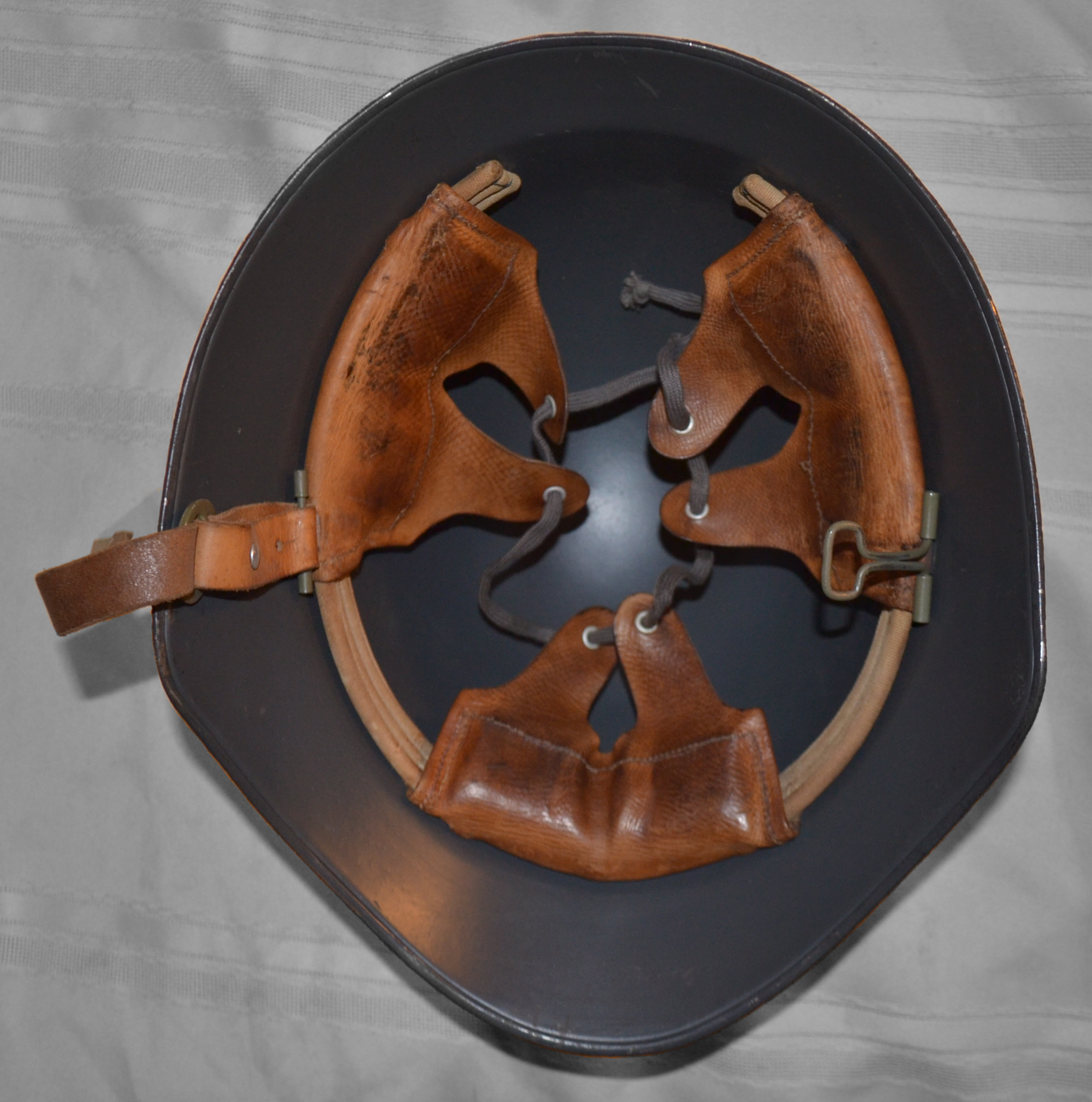
Підшоломник M18/40 із стрічкою для підкладки на три чверті та трьома вкладишами, а також затискачем і гачком для підборіддя.

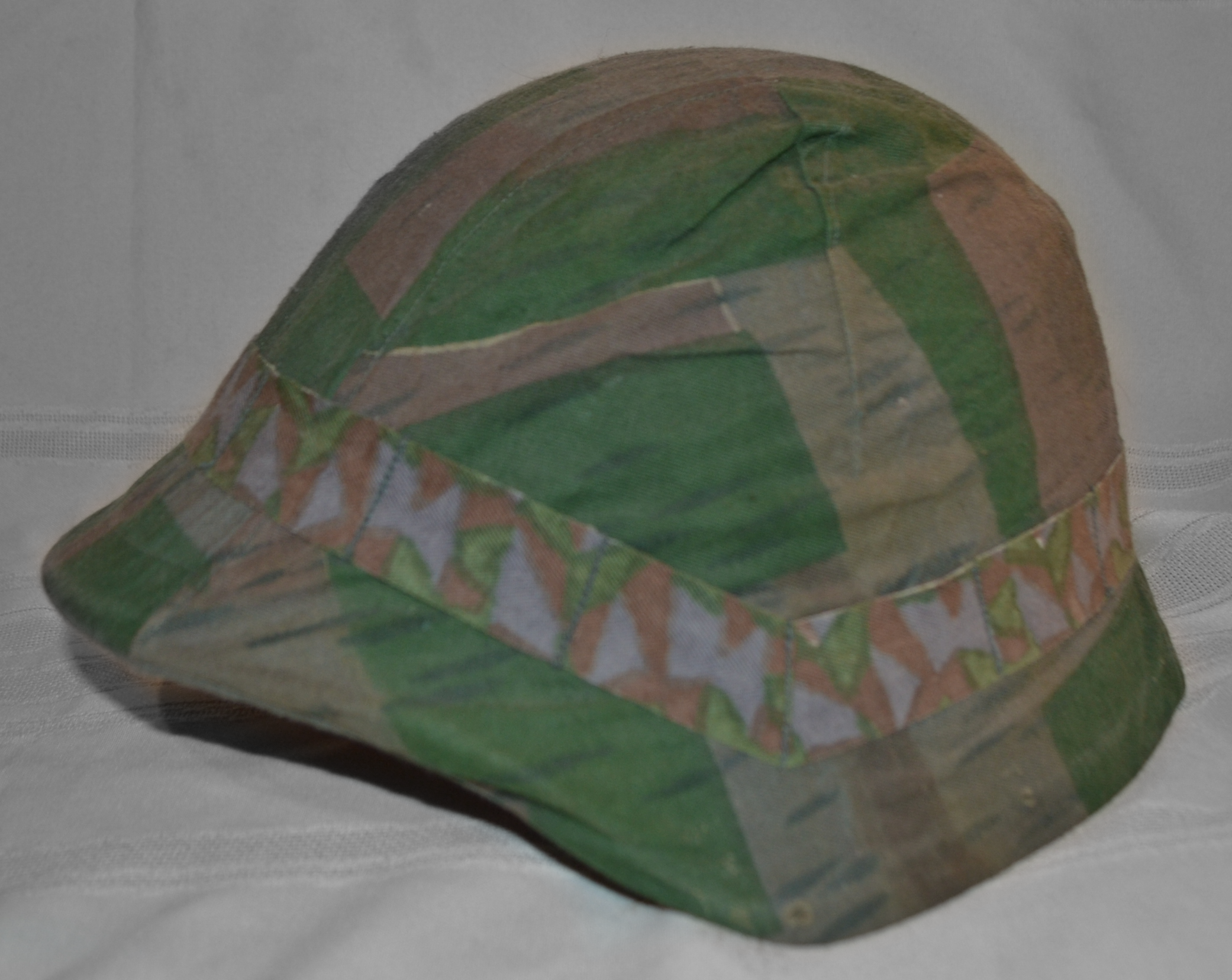
Літня сторона перекидного двостороннього чохла для шолома.

Шолом M1918 (також відомий як M18) — це сталевий військовий шолом, який використовували військові Швейцарії з моменту появи у 1918 році до заміни на нову модель шолома M1971. У 1943 році в конструкцію були внесені вдосконалення. Покращена версія отримала назву M1918/40. Цей шолом використовувався швейцарськими військовослужбовцями до кінця 20 століття.

## Дизайн
Дизайн був розроблений доктором, директором Швейцарського національного музею, Едвардом А. Гесслером і Паулем Боешом, скульптором у швейцарському генеральному штабі в чині лейтенанта відповідно.
Форма нагадує німецьку M16 Stahlhelm, яку іноді плутають із випадково розробленим експериментальним бойовим шоломом Model 5 у Сполучених Штатах, який має майже таку саму загальну форму та дизайн підшоломника. Корпус виготовлявся з марганцевої сталі товщиною 1,15 мм і пофарбованої в сіро-зелений колір. Підшоломник схожий на вкладиш M17 від M16 Stahlhelm з трьома подушечками, затискачем і підборідним ременем, який кріпиться безпосередньо до підшоломника. Вкладиш прикріплений до корпусу не заклепками, а затискачами, які утримують його на місці. Корпус має два вентиляційні отвори ззаду.
У 1940 році була виготовлена версія M18, але з більш мілкою спідницею. В 1943 році більшість M18 і M18/40 були покриті матовою чорною фарбою, змішаною з тирсою для створення покриття з текстурою. З'явився новий підшоломник, який проходив лише навколо трьох чвертей окружності внутрішньої частини вкладиша, моделі позначеної M18/43. Нові вироблені шоломи після 1943 року мають більш дрібні бічні спідниці порівняно з попередньою моделлю. Камуфляжні чохли M1931 для шолома були представлені в 1943 році. Камуфляжний малюнок оборотний з двох шаблонів залежно від умов.
Другий тип камуфляжу був прийнятий на озброєння в 1956 році. Він був заснований на варіанті швейцарського візерунка TAZ 57. Попередня версія M18 була експортована до Аргентини наприкінці 1930-х років і випущена в якості M1938 - як перший бойовий сталевий шолом. Він також використовувався як шолом цивільної оборони, пофарбований у флуоресцентний жовтий колір.
За весь час використання було випущено близько 603 000 одиниць усіх моделей.